# Maximilian Ramota
Maximilian „Max“ Ramota (* 29. Juli 1977 in Köln) ist ein ehemaliger deutscher Handballspieler, der in der Bundesliga spielte.

## Karriere
Ramota begann das Handballspielen beim TuS Königsdorf und schloss sich im Jahr 1993 dem VfL Gummersbach an. Die nächste Station des Rückraumspielers war ab dem Jahr 1998 die SG Solingen. Im Sommer 2000 wechselte er zum Zweitligisten HSG Düsseldorf. Nach zwei Spielzeiten in Düsseldorf nahm ihn der Bundesligist TBV Lemgo unter Vertrag, für den auch sein Bruder Christian spielte. Mit Lemgo gewann er 2003 die deutsche Meisterschaft und den DHB-Supercup sowie 2006 den EHF-Pokal.
Ramota kehrte im Sommer 2006 zur HSG Düsseldorf zurück, die zwischenzeitlich in die Bundesliga aufgestiegen war. Mit der HSG stieg Ramota 2007 in die 2. Bundesliga ab und kehrte 2009 wieder ins Oberhaus zurück. 2010 beendete er dort seine Karriere. Ab 2011 spielte er wieder Handball und lief für die zweite Mannschaft vom Ohligser TV auf. Ein Jahr später schloss er sich dem HSV Solingen-Gräfrath an.
Ramota trainierte beim HSV Gräfrath eine Jugendmannschaft. Im Sommer 2014 übernahm er den Herren-Verbandsligisten TSV Aufderhöhe. Unter seiner Leitung stieg der TSV Aufderhöhe 2015 in die Oberliga auf. Im März 2017 beendete er seine Trainertätigkeit beim TSV Aufderhöhe.
Zwischen 2018 und 2022 war er als Sportlicher Leiter der Damenabteilung des Bergischen HC tätig. Nach dem zweiten Saisonspiel der Saison 2021/22 übernahm er das Traineramt der zweiten Damenmannschaft des BHC, die er bis zum Saisonende betreute.